# Kung Fu Chaos
Kung Fu Chaos è un videogioco 3D picchiaduro party sviluppato da Just Add Monsters e pubblicato da Microsoft Game Studios, pubblicato nel 2003 in tutto il mondo per l'Xbox. Il gioco ha come tema d'apertura la canzone Kung Fu Fighting di Carl Douglas.

## Caratteristiche
Kung Fu Chaos in molti casi rompe la quarta parete. L'esperienza videoludica è basata sul controllo di uno dei tanti personaggi (caricaturali) giocabili perla realizzazione di un film di kung-fu. Le azioni di questi personaggi vengono quindi elaborate come film e il giocatore può guardarle. Sebbene il gioco sia incentrato su un classico film di kung-fu, ha alcuni personaggi e livelli che non appartengono a un film di arti marziali (come una città attaccata dagli alieni).

## Personaggi

### Giocabili
- Master Sho Yu: un anziano maestro di arti marziali.
- Ninja Fu Hiya: un ninja in tuta blu, in possesso del prezioso poster autografato da Bruce Lee.
- Monkey: una parodia del Re Scimmia dal romanzo Il viaggio in Occidente. È diventato immortale dopo aver urinato sulla tovaglia preferita del re della montagna.
- Lucy Cannon: una parodia delle eroine che hanno fatto parte del fenomeno della blaxploitation come Foxy Brown e Cleopatra Jones. Il personaggio è in possesso di un fucile ed indos un Baby-doll.
- Xui Tan Sour: una giovane artista marziale che cerca di vendicare i suoi genitori, che sono stati uccisi da membri di un circo rivale, parodiando l'idea che nei film di arti marziali, l'eroe/eroina sta vendicando la morte delle loro famiglie da un rivale, spesso un clan rivale.
- Chop & Styx: un samurai e bambino che fanno la parodia del manga Lone Wolf and Cub.

### Sbloccabili
- Candi Roll: una bionda pattinatrice su rotelle.
- Captain Won Ton: un luchador in sovrappeso. Lottatore di giorno, vendicatore della giustizia per il resto della giornata.
- Shao Ting: il regista rumoroso e odioso del film. Serve anche come boss finale del gioco. Si considera un donnaiolo, e dopo aver creato Kung Fu Chaos the Movie, senza alcuna trama, crea un film d'arte sperimentale in cui corre nudo per due ore inseguito da infermiere zombi.

## Sviluppo
Kung Fu Chaos è il primo gioco sviluppato dallo sviluppatore con sede a Cambridge Just Add Monsters. L'idea del gioco è stata co-creata dal direttore desiner Tameem Antoniades, dalla produttrice Nina Kristensen e dal direttore tecnico Mike Ball una volta fondata la società. Secondo Antoniades, il gioco è stato prototipato in tre mesi utilizzando da quattro a otto persone.
All'inizio del 2003, Just Add Monsters iniziò a lavorare a un sequel più maturo del gioco intitolato Kung Fu Story. Tuttavia, rendendosi conto che sarebbe stata un'idea difficile vendere una proprietà intellettuale (PI) esistente a potenziali editori, hanno spostato la loro attenzione sullo sviluppo per la prossima generazione di console. Nello specifico, hanno iniziato a lavorare su un nuovo IP, Heavenly Sword per PlayStation 3. The company resurfaced in 2004 under the name Ninja Theory after it was purchased by former Argonaut Games CEO Jez San.

## Accoglienza
| Testata                         | Giudizio |
| ------------------------------- | -------- |
| Metacritic (media al 16-9-2015) | 68/100   |
| Allgame                         | [ 5 ]    |
| Edge                            | 7/10     |
| EGM                             | 5/10     |
| EuroG                           | 8/10     |
| Fam                             | 30/40    |
| GI                              | 6.5/10   |
| GameRev                         | B        |
| GamePro                         | [ 12 ]   |
| GSpot                           | 6.5/10   |
| GSpy                            | [ 14 ]   |
| GameZone                        | 6.6/10   |
| IGN                             | 6.3/10   |
| OXM                             | 6.9/10   |
| Maxim                           | 8/10     |
| The Village Voice               | 8/10     |

Kung Fu Chaos ha ricevuto una valutazione "media" delle diverse recensioni del sito web aggregatore di recensioni Metacritic. In Giappone il gioco giunse con il titolo Kung Fu Panic (カンフーパニック?, Kan Fū Panikku) il 29 maggio 2003, Famitsū gli ha conferito un punteggio di otto, sette, otto e sette, per un totale di 30 su 40.
Il gioco è stato incluso tra i migliori giochi party per Xbox da IGN nel 2005.